# Ancenis-Saint-Géréon
Ancenis-Saint-Géréon – gmina we Francji, w regionie Kraj Loary, w departamencie Loara Atlantycka. W 2013 roku liczba ludności wynosiła 10 777 mieszkańców. 
Gmina została utworzona 1 stycznia 2019 roku z połączenia dwóch ówczesnych gmin: Ancenis oraz Saint-Géréon. Siedzibą gminy została miejscowość Ancenis. 